# Prag 8
Prag 8 ist ein Verwaltungsbezirk sowie ein Stadtteil der tschechischen Hauptstadt Prag. Der Bezirk liegt im Norden der Stadt.

## Struktur
Der Verwaltungsbezirk Prag 8 umfasst die Stadtteile Prag 8 (2182 ha), Ďáblice (721 ha), Dolní Chabry (499 ha) und Březiněves (338 ha).
Der Stadtteil Prag 8 wiederum umfasst die Katastralgemeinden Bohnice, Kobylisy, Čimice und Karlín vollständig, den Großteil von Libeň, den nördlichen Teil Trojas, etwa die Hälfte von Střížkov und einen kleinen Teil der Prager Neustadt sowie von Žižkov.

## Geschichte
Libeň ist bereits seit 1901 als Bezirk Prag VIII Teil der Hauptstadt Prag. Karlín, Bohnice, Troja und Kobylisy kamen 1922 zum Prager Stadtgebiet. Ab dem Jahr 1949 existierte der Bezirk Prag 8 ungefähr in seiner heutigen Form. 1960 wurde Čimice eingegliedert, 1968 Ďáblice und Dolní Chabry und 1974 Březiněves.